# Glochidion zeylanicum
Cây ghẻ hay còn gọi cây bọt ếch (danh pháp khoa học: Glochidion zeylanicum) là một loài thực vật có hoa trong họ Diệp hạ châu. Loài này được (Gaertn.) A.Juss. mô tả khoa học đầu tiên năm 1824.